# Emmaboda kommun
Emmaboda kommun er en kommune i Kalmar län i Sverige.
Kommunen grænser op til kommunerne Nybro, Kalmar og Torsås i Kalmar län, til Karlskrona og Ronneby i Blekinge län, samt til Tingsryd og Lessebo i Kronobergs län.  Kommunen ligger omtrent lige langt fra residensbyen Kalmar, Karlskrona i Blekinge län og Växjö i Kronobergs län, og har jernbaneforbindelser til dem alle tre.  En af Teracoms tv-sendere befinder sig i kommunen.
Emmaboda kommune er en del af Glasriget, hvor man har fremstillet glasvarer siden i hvert fald 1700-tallet, og solgt varerne i resten af Sverige.  De største glasværker i Emmaboda kommune var Johansfors, Åfors og Boda, der alle siden 1990 har været en del af koncernen Orrefors Kosta Boda.
Andre vigtige industrier i kommunen er jern- og træindustri.  Den største arbejdsgiver er pumpefabrikanten ITT Flygt, med omkring 1.100 ansatte.

## Historie
Kommunen består af det område, som før 1863 omfattede de tre sogne Algutsboda, Långasjö og Vissefjärda.  Den første inddelingsændring fandt sted i 1930, hvor en del af Vissefjärda blev skilt ud for at danne köpingen Emmaboda. Ved kommunalreformen i 1952 blev Långasjö slået sammen med Älmeboda til storkommunen Älmeboda. Emmaboda köping samt landkommunerne Algutsboda og Vissefjärda forblev uændrede indtil 1969, hvor de blev slået sammen.  I 1971 blev Långasjö församling (sogn) skilt ud fra Älmeboda, og blev sammen med köpingen Emmaboda til den nuværende Emmaboda kommune.

## Byområder
Der er seks byområder i Emmaboda kommun.
I tabellen vises byområderne i størrelsesorden pr. 31. december 2005.  Hovedbyen er markeret med fed skrift. 
| # | Byomrde       | Befolkning |
| - | ------------- | ---------- |
| 1 | Emmaboda      | 4.968      |
| 2 | Vissefjärda   | 673        |
| 3 | Johansfors    | 458        |
| 4 | Långasjö      | 340        |
| 5 | Eriksmåla     | 238        |
| 6 | Boda glasbruk | 201        |

56°37′00″N 15°33′00″Ø / 56.616666666667°N 15.55°Ø